# Kotyli, Xanthi
Kotyli este un sat din Prefectura Xanthi în Regiunea Macedonia de Est și Tracia cu o populație în 2021 de 357 de locuitori și aflat la o altitudine de 708 metri. Satul se află la 40 km nord de Xanthi și aparține municipalității Myki.